# Seven Femenino de Estados Unidos 2015
El Seven Femenino de Estados Unidos de 2015 fue la tercera edición del torneo de rugby 7, fue el tercer torneo de la Serie Mundial Femenina de Rugby 7 2014-15.
Se disputó en la instalaciones del Fifth Third Bank Stadium de Atlanta, Georgia.

## Fase de grupos

### Grupo A
| Equipo         | Encuentros | Encuentros | Encuentros | Encuentros | Tantos  | Tantos    | Tantos     | Puntos |
| Equipo         | jugados    | ganados    | empatados  | perdidos   | a favor | en contra | diferencia | Puntos |
| -------------- | ---------- | ---------- | ---------- | ---------- | ------- | --------- | ---------- | ------ |
| Nueva Zelanda  | 3          | 3          | 0          | 0          | 126     | 12        | +114       | 9      |
| Estados Unidos | 3          | 2          | 0          | 1          | 55      | 74        | –19        | 7      |
| Rusia          | 3          | 1          | 0          | 2          | 67      | 36        | +31        | 5      |
| Sudáfrica      | 3          | 0          | 0          | 3          | 5       | 131       | –126       | 3      |

### Grupo B
| Equipo    | Encuentros | Encuentros | Encuentros | Encuentros | Tantos  | Tantos    | Tantos     | Puntos |
| Equipo    | jugados    | ganados    | empatados  | perdidos   | a favor | en contra | diferencia | Puntos |
| --------- | ---------- | ---------- | ---------- | ---------- | ------- | --------- | ---------- | ------ |
| Australia | 3          | 3          | 0          | 0          | 79      | 14        | +65        | 9      |
| Francia   | 3          | 2          | 0          | 1          | 55      | 29        | +26        | 7      |
| España    | 3          | 1          | 0          | 2          | 26      | 74        | –48        | 5      |
| Fiyi      | 3          | 0          | 0          | 3          | 24      | 67        | –43        | 3      |

### Grupo C
| Equipo     | Encuentros | Encuentros | Encuentros | Encuentros | Tantos  | Tantos    | Tantos     | Puntos |
| Equipo     | jugados    | ganados    | empatados  | perdidos   | a favor | en contra | diferencia | Puntos |
| ---------- | ---------- | ---------- | ---------- | ---------- | ------- | --------- | ---------- | ------ |
| Inglaterra | 3          | 3          | 0          | 0          | 83      | 17        | +66        | 9      |
| Canadá     | 3          | 2          | 0          | 1          | 69      | 40        | +29        | 7      |
| Brasil     | 3          | 1          | 0          | 2          | 17      | 59        | –42        | 5      |
| China      | 3          | 0          | 0          | 3          | 28      | 81        | –53        | 3      |

## Fase Final

### Copa de oro
|  | Cuartos de final | Cuartos de final | Cuartos de final |                |                | Semifinales    | Semifinales | Semifinales |        |               | Copa          | Copa         | Copa |  |
|  |                  |                  |                  |                |                |                |             |             |        |               |               |              |      |  |
|  |                  |                  |                  |                |                |                |             |             |        |               |               |              |      |  |
|  | Nueva Zelanda    | Nueva Zelanda    | 36               |                |                |                |             |             |        |               |               |              |      |  |
|  | Nueva Zelanda    | Nueva Zelanda    | 36               |                |                |                |             |             |        |               |               |              |      |  |
|  | Brasil           | Brasil           | 0                |                |                |                |             |             |        |               |               |              |      |  |
|  | Brasil           | Brasil           | 0                |                | Nueva Zelanda  | Nueva Zelanda  | 24          |             |        |               |               |              |      |  |
|  |                  |                  |                  |                | Nueva Zelanda  | Nueva Zelanda  | 24          |             |        |               |               |              |      |  |
|  |                  |                  | Canadá           | Canadá         | 22             |                |             |             |        |               |               |              |      |  |
|  | Canadá           | Canadá           | Canadá           | Canadá         | 22             | 24             |             |             |        |               |               |              |      |  |
|  | Canadá           | Canadá           |                  |                |                |                |             |             |        |               |               |              |      |  |
|  | Francia          | Francia          | 12               |                |                |                |             |             |        |               |               |              |      |  |
|  | Francia          | Francia          | 12               |                |                |                |             |             |        | Nueva Zelanda | Nueva Zelanda | 50           |      |  |
|  |                  |                  |                  |                |                |                |             |             |        | Nueva Zelanda | Nueva Zelanda | 50           |      |  |
|  |                  |                  | Estados Unidos   | Estados Unidos | 12             |                |             |             |        |               |               |              |      |  |
|  | Estados Unidos   | Estados Unidos   | Estados Unidos   | Estados Unidos | 12             | 10             |             |             |        |               |               |              |      |  |
|  | Estados Unidos   | Estados Unidos   |                  |                |                |                |             |             |        |               |               |              |      |  |
|  | Australia        | Australia        | 5                |                |                |                |             |             |        |               |               |              |      |  |
|  | Australia        | Australia        | 5                |                | Estados Unidos | Estados Unidos | 19          |             |        | Tercer lugar  | Tercer lugar  | Tercer lugar |      |  |
|  |                  |                  |                  |                | Estados Unidos | Estados Unidos | 19          |             |        | Tercer lugar  | Tercer lugar  | Tercer lugar |      |  |
|  |                  |                  | Rusia            | Rusia          | 14             |                |             |             |        |               |               |              |      |  |
|  | Rusia            | Rusia            | Rusia            | Rusia          | 14             | 24             |             |             | Canadá | Canadá        | 28            |              |      |  |
|  | Rusia            | Rusia            |                  |                |                |                |             |             | Canadá | Canadá        | 28            |              |      |  |
|  | Inglaterra       | Inglaterra       | 0                |                |                |                |             |             |        |               | Rusia         | Rusia        | 17   |  |
|  | Inglaterra       | Inglaterra       | 0                |                |                |                |             |             |        |               | Rusia         | Rusia        | 17   |  |
|  |                  |                  |                  |                |                |                |             |             |        |               |               |              |      |  |

| Bandera de Nueva Zelanda |
| Campeón Nueva Zelanda    |
| 3º título del circuito   |